# Махмуд, Шабана
Шабана Махмуд (англ. Shabana Mahmood, урду شبانہ محمود‎; род. 17 сентября 1980, Бирмингем) — британский политик, член Лейбористской партии, лорд-канцлер и министр юстиции Великобритании с 5 июля 2024 года. Член теневых кабинетов Харриет Харман (2015) и Кира Стармера (2021—2024).

## Биография
Дочь выходца из контролируемой Пакистаном части Кашмира, возглавлявшего в Бирмингеме местное отделение Лейбористской партии. Родилась вместе со своим братом-близнецом в Бирмингеме, в 1981—1986 годах жила с семьёй в городе Эт-Таиф (Саудовская Аравия), где работал отец.
Училась в бирмингемских местных школах, окончила Оксфордский университет, где изучала право и участвовала в программах расширения доступа в университет для этнических меньшинств. Прошла курс подготовки барристеров в школе права Лондонского городского университета и профессионально занималась адвокатской практикой. В 2010 году была избрана в Палату общин, став первой мусульманкой среди депутатов.
В 2010 году назначена теневым младшим министром внутренних дел, в 2011 году стала теневым младшим министром предпринимательства, инноваций и профессиональной подготовки, в мае 2015 года — теневым главным секретарём Казначейства. В сентябре 2015 года вышла из лейбористского теневого правительства после избрания лидером партии Джереми Корбина.
6 мая 2021 года состоялись местные выборы, а также дополнительные выборы в Палату общин от избирательного округа в городе Хартлпул, которые принесли лейбористам поражения, хотя Хартлпул они контролировали с 1974 года. Несколько дней спустя Шабана Махмуд была назначена национальным координатором избирательных кампаний лейбористов в теневом кабинете Кира Стармера.
5 мая 2022 года в Лондоне, Уэльсе и Шотландии состоялись местные выборы, в результате которых количество контролируемых Лейбористской партией местных советов несколько увеличилось.
4 мая 2023 года по итогам очередных местных выборов в Англии лейбористы впервые с 2002 года получили большинство депутатских мандатов в местных советах.
4 сентября 2023 года Шабана Махмуд стала теневым министром юстиции.
5 июля 2024 года получила портфель министра юстиции в лейбористском правительстве Стармера, сформированном после поражения консерваторов на парламентских выборах.